# Claudia Amengual
Claudia Amengual, née le 7 janvier 1969 à Montevideo, est une romancière et traductrice uruguayenne. 

## Œuvres
- La Rosa de Jericó, 2000
- El vendedor de escobas, 2001
- Desde las cenizas, 2005
- Más que una sombra, 2007
- Falsas ventanas, 2011[1]
- Rara avis. Vida y obra de Susana Soca, 2012[2]
- Cartagena (es), 2015[3]
- El lugar inalcanzable (es), 2018[4]
- Juliana y los libros, 2020

### Traductions françaises
- « Un cygne rouge sur le ruban gris », traduction de Serge Mestre, in Les Bonnes Nouvelles de l'Amérique latine, Gallimard, « Du monde entier », 2010  (ISBN 978-2-07-012942-3)